# Russofobi

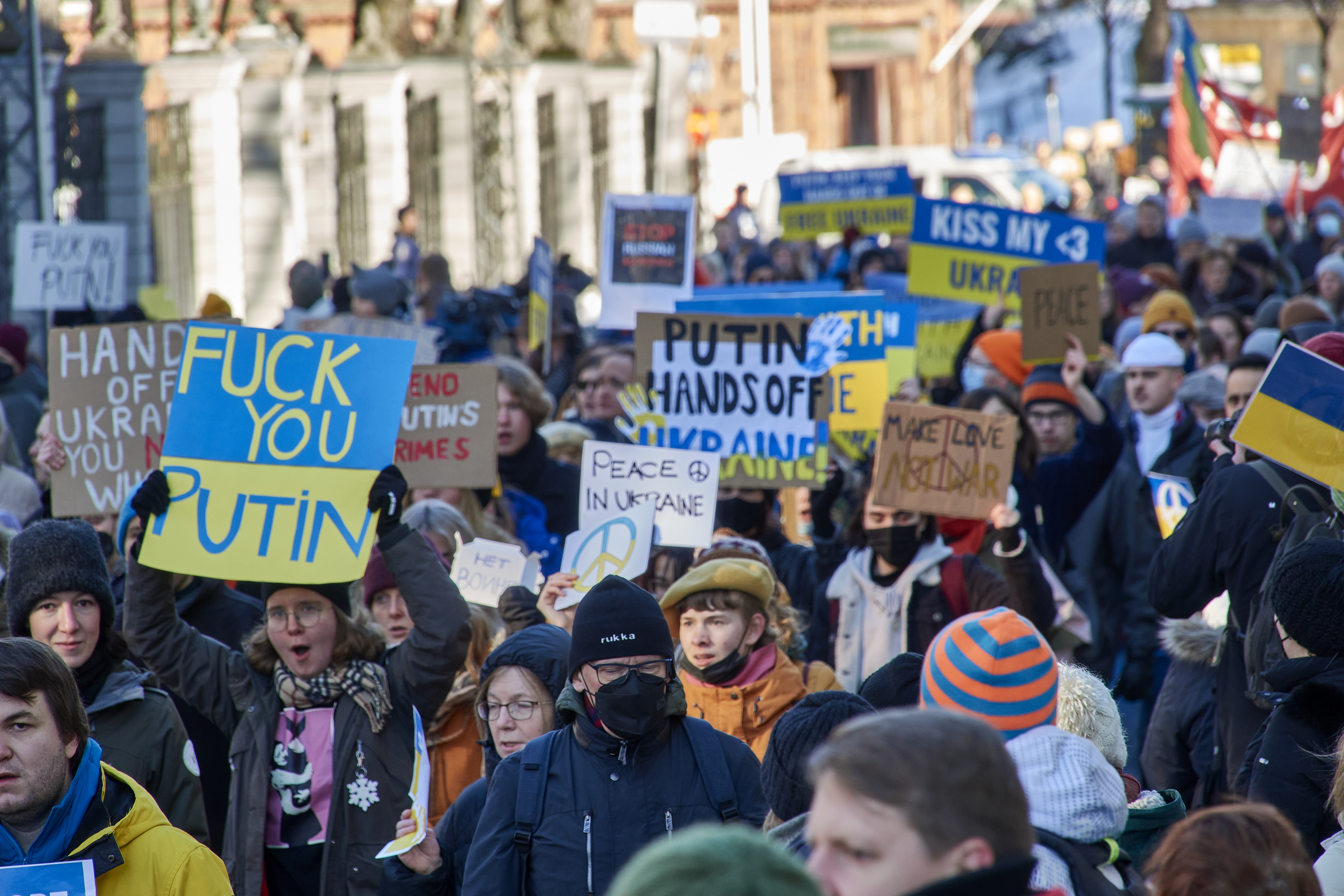
Demonstrationer i Helsingfors i Finland i februari 2022 mot Rysslands invasion av Ukraina.

Russofobi eller rysskräck, avser motvilja mot Ryssland och ryssar och russofob en person, som hyser skräck och avsky för Ryssland och ryssar.
Ordet russofobi är belagt i svenskan sedan 1836. Motsättningarna mellan Ryssland och Sverige har grundlagts i de många krig som utkämpats länderna emellan fram till 1809. Motsatsen är russofili.
Ordet har fått ett uppsving under 2000-talet under Vladimir Putins styre, då företrädare för Ryssland hävdat att Sverige, Finland, Polen och de baltiska staterna präglas av russofobi. Negativa åsikter i olika europeiska länder har bland annat kopplats samman med Rysslands ageranden i politiska och militära konflikter, på senare tid i och kring Syrien, Ukraina och andra före detta sovjetiska delrepubliker. Den demokratiska tillbakagången i Ryssland – vad gäller mänskliga rättigheter och politisk pluralism – har också bidragit till sämre relationer mellan Ryssland och medlemsstater i EU.